# كهندوعه
کھندوعہ هي مدينة، في باكستان، تتبع ، بلغ عدد سكانها 969 نسمة.